# Hispidolambrus
Hispidolambrus is een geslacht van kreeftachtigen uit de klasse van de Malacostraca (hogere kreeftachtigen).

## Soort
- Hispidolambrus mironovi (Zarenkov, 1990)